# Сазонов, Вячеслав Васильевич
Вячеслав Васильевич Сазонов (1935—2002) — советский математик, доктор физико-математических наук, профессор МГУ.

## Биография
После окончания МГУ в 1958 году работал в Математическом институте АН СССР. Профессор кафедры математической статистики факультета вычислительной математики и кибернетики (1971—1999).
Защитил диссертацию «Распределения вероятностей и характеристические функционалы» (научный руководитель Ю. В. Прохоров) на степень кандидата физико-математических наук (1961).
Защитил диссертацию «Исследования по многомерным и бесконечномерным предельным теоремам теории вероятностей» на степень доктора физико-математических наук (1968).
Присвоено учёное звание профессора (1971). Член КПСС (1971).
Область научных интересов: основания теории вероятностей и математической статистики, предельные теоремы и асимптотические разложения, теория характеристических функций и аналитические задачи теории вероятностей.
Автор теоремы Сазонова в области теории вероятности и теории меры.
Государственная премия СССР (1979; совместно с А. А. Боровковым, В. А. Статулявичусом) за цикл работ по асимптотическим методам в теории вероятностей.